# رسالة قانونية
الرسالة القانونية هي منشور قانوني علمي يحتوي على جميع القوانين المتعلقة بمجال معين ، مثل القانون الجنائي أو الصناديق الاستئمانية والعقارات. لا يوجد استخدام ثابت لما هي الكتب التي تعتبر «أطروحة قانونية» ، حيث يتم استخدام المصطلح على نطاق واسع لتعريف الكتب المكتوبة لممارسة المحامين والقضاة ، والكتب الدراسية لطلاب القانون ، والنصوص التفسيرية للأشخاص العاديين. [1] قد تكون الرسالة بشكل عام ذات أوراق فضفاضة مربوطة بحلقات أو مشاركات حتى يمكن إضافة التحديثات إلى القوانين التي تغطيها الرسالة والمشروحة بواسطة المحرر من قبل المشترك إلى الرسالة القانونية.
تعتبر الأطر القانونية سلطة ثانوية ، ويمكن أن تكون بمثابة نقطة انطلاق مفيدة للبحث القانوني ، خاصة عندما يفتقر الباحث إلى الإلمام بمجال معين من القانون. عادة ما يستخدم المحامون الأطروحات القانونية من أجل مراجعة القانون وتحديث معرفتهم بالسلطة الأولية ذات الصلة ، أي السوابق القضائية ، واللوائح ، واللوائح الإدارية.
في كليات الحقوق ، تُستخدم الأطروحات أحيانًا كمواد دراسية إضافية ، نظرًا لأن الأطروحات غالبًا ما تغطي المواد القانونية بمستوى أعلى من التفاصيل مقارنة بمعظم الكتب. يستخدم طلاب القانون الأمريكي أطروحات معينة ، تسمى كتب القرن ، كمكملات لدفاتر الملاحظات. عادة ما تكون كتب Hornbook مجلدًا واحدًا - أحيانًا نسخة موجزة من أطروحة أطول ومتعددة المجلدات كتبها عالم قانوني معترف به